# 英达·察亚·萨里·贾米尔
英达·察亚·萨里·贾米尔（2002年3月16日—），印尼女子羽毛球運動員。

## 簡歷
2018年11月，英达·察亚·萨里·贾米尔代表印尼参加加拿大萬錦市举办的世界青年羽毛球錦標賽，与搭档利奥·罗利·卡尔南多的混双决赛以2比0（21-15、21-9）横扫赛会2号种子、队友的里汉·诺法勒·库沙尔扬托/西蒂·法迪亚·席尔瓦·拉马丹蒂，使得印尼连续两年称霸此赛事。同年12月，她與利奥·罗利·卡尔南多出戰孟加拉羽毛球國際挑戰賽，在混双决赛以2比0（21-16、21-15）轻取赛会2号种子、马来西亚强档的许邦荣/謝宜茜，夺得个人首个國際挑戰賽混双冠军。。同月。她梅蒂亚·伊纳亚·钦迪亚尼和利奥·罗利·卡尔南多出战土耳其羽毛球國際賽，在女双决赛以0比2（15-21、7-21）不敌队友的妮塔·维奥莉娜·马瓦尔/普特里·塞娅卡，赢得國際系列賽女双亚军；而混双决赛以1比2（19-21、21-16、12-21）不敌新加坡强档的丹尼·巴瓦·克里斯南塔/陈薇涵，赢得國際系列賽混双亚军。

## 主要比賽成績
只列出曾進入準決賽的國際賽事成績：
| 年份   | 賽事                     | 公開賽級別 | 項目     | 拍檔                        | 成績   |
| ------ | ------------------------ | ---------- | -------- | --------------------------- | ------ |
| 2018年 | 世界青年羽毛球錦標賽     | 其他       | 混合雙打 | 利奥·罗利·卡尔南多          | 冠軍   |
| 2018年 | 孟加拉羽毛球國際挑戰賽   | 國際挑戰賽 | 混合雙打 | 利奥·罗利·卡尔南多          | 冠軍   |
| 2018年 | 土耳其羽毛球國際賽       | 國際系列賽 | 女子雙打 | 梅蒂亚·伊纳亚·钦迪亚尼      | 亞軍   |
| 2018年 | 土耳其羽毛球國際賽       | 國際系列賽 | 混合雙打 | 利奥·罗利·卡尔南多          | 亞軍   |
| 2019年 | 亞洲青年羽毛球錦標賽     | 其他       | 混合團體 | －                          | 亞軍   |
| 2019年 | 亞洲青年羽毛球錦標賽     | 其他       | 混合雙打 | 利奥·罗利·卡尔南多          | 冠軍   |
| 2019年 | 世界青年羽毛球錦標賽     | 其他       | 混合團體 | －                          | 冠軍   |
| 2019年 | 世界青年羽毛球錦標賽     | 其他       | 混合雙打 | 利奥·罗利·卡尔南多          | 亞軍   |
| 2021年 | 巴林羽毛球國際挑戰賽     | 國際挑戰賽 | 混合雙打 | Teges Satriaji Cahyo Hutomo | 準決賽 |
| 2022年 | 印尼羽毛球國際挑戰賽     | 國際挑戰賽 | 混合雙打 | 阿德南·毛拉纳               | 亞軍   |
| 2022年 | 瑪琅羽毛球國際挑戰賽     | 國際挑戰賽 | 混合雙打 | Ghana Muhammad Al Ilham     | 準決賽 |
| 2024年 | 越南羽毛球國際挑戰賽     | 國際挑戰賽 | 混合雙打 | 阿姆里·萨纳维               | 亞軍   |
| 2024年 | 泰國羽毛球國際挑戰賽     | 國際挑戰賽 | 混合雙打 | 阿姆里·萨纳维               | 準決賽 |
| 2024年 | 斯洛文尼亞羽毛球公開賽   | 國際系列賽 | 混合雙打 | 阿姆里·萨纳维               | 冠軍   |
| 2024年 | 奧地利羽毛球公開賽       | 國際系列賽 | 混合雙打 | 阿姆里·萨纳维               | 亞軍   |
| 2024年 | 印尼羽毛球國際挑戰賽     | 國際挑戰賽 | 混合雙打 | 阿德南·毛拉纳               | 亞軍   |
| 2024年 | 印尼北干巴魯羽毛球大師賽 | 超級100賽  | 混合雙打 | 阿德南·毛拉纳               | 亞軍   |
| 2024年 | 越南羽毛球公開賽         | 超級100賽  | 混合雙打 | 阿德南·毛拉納               | 冠軍   |
| 2024年 | 馬來西亞羽毛球國際挑戰賽 | 國際挑戰賽 | 混合雙打 | 阿德南·毛拉納               | 亞軍   |

| 2018-2026年 | 總決賽 | 超級1000賽 | 超級750賽 | 超級500賽 | 超級300賽 | 超級100賽 | 國際挑戰賽 | 國際系列賽 | 未來系列賽 | 其他 |